# (A) Senile Animal
(A) Senile Animal – osiemnasty album studyjny zespołu Melvins wydany w 2006 roku przez wytwórnie Ipecac Recordings. 

## Lista utworów
1. „The Talking Horse” – 2:41
2. „Blood Witch” – 2:45
3. „Civilized Worm” – 5:57
4. „A History of Drunks” – 2:20
5. „Rat Faced Granny” – 2:41
6. „The Hawk” – 2:35
7. „You've Never Been Right” – 2:30
8. „A History of Bad Men” – 6:43
9. „The Mechanical Bride” – 6:26
10. „A Vast Filthy Prison” – 6:44

## Twórcy
- Dale Crover – perkusja, wokal
- Buzz Osborne – wokal, gitara
- Jared Warren – gitara basowa, wokal
- Coady Willis – perkusja, wokal
- Toshi Kasai – nagrywanie, miksowanie
- John Golden – mastering
- Mackie Osborne – opracowanie graficzne
- Kevin Willis – zdjęcie zespołu